# Elatostema strictum
Elatostema strictum là loài thực vật có hoa trong họ Tầm ma. Loài này được Reinecke mô tả khoa học đầu tiên năm 1898.